# Dean Acheson
Dean Gooderham Acheson (ur. 11 kwietnia 1893 w Middletown, zm. 12 października 1971 w Sandy Springs) – amerykański polityk, dyplomata i prawnik.

## Życiorys
Urodził się w Middletown (Connecticut), był synem Edwarda Campiona Achesona i Eleanor Gertrude Gooderham. Dorastał w wygodnych warunkach klasy średniej. Bogactwo rodziny matki i nominacja ojca na biskupa w 1915 r. świadczą o bezpiecznym miejscu jego rodziny w lokalnym społeczeństwie stanu Connecticut. Acheson studiował w Groton, a następnie na Uniwersytecie Yale, otrzymując tytuł licencjata w 1915 r., niewyróżniając się wśród innych studentów. W maju 1917 r. ożenił się z Alice Caroline Stanley, mieli troje dzieci. W Harvard Law School studiował pod kierunkiem Felixa Frankfurtera, który zaszczepił w nim miłość do prawa na całe życie. Po uzyskaniu dyplomu w 1918 r. krótko służył w marynarce wojennej. W następnym roku (1919), dzięki Frankfurterowi, został radcą prawnym sędziego Sądu Najwyższego Louisa Brandeisa.

## Kariera polityczna
Był współtwórcą doktryny Trumana. W 1941 r. podjął pracę w Departamencie Stanu na stanowisku podsekretarza (1945–1947), a następnie sekretarza stanu w rządzie Trumana (1949–1953).
Do jego osiągnięć należało wprowadzenie w 1947 r. w życie planu Marshalla, silne wspieranie idei utworzenia NATO (1949). Jego książka Present at the Creation (1969) została uhonorowana Nagrodą Pulitzera. Miał znaczny wpływ na politykę zagraniczną USA w początkowym okresie zimnej wojny.
Jest autorem tak zwanego planu Achesona, który stanowił podstawę uchwalenia przez Zgromadzenie Ogólne ONZ rezolucji Uniting for Peace (Zjednoczenie dla pokoju) w 1950 r. Rezolucja ta przekazywała w ręce Zgromadzenia Ogólnego kompetencje Rady Bezpieczeństwa w przedmiocie utrzymania pokoju, gdyby ta znalazła się z przyczyn politycznych w stanie paraliżu decyzyjnego. Dotychczas ONZ skorzystała z niej 12 razy.